# Kad Merad
Kaddour Merad (Sidi Bel Abbès, Algèria, 27 de març de 1964), més conegut com a Kad Merad, és un comediant, humorista i guionista francoalgerià. Tot i ser d'Algèria, passà la seva infantesa a Balbigny (Loira) i sobretot a Ris-Orangis (Essonne).

## Biografia
De pare algerià i mare francesa, passà la seva infantesa a França, als departaments del Loira i Essonne. Fou bateria i cantant a diversos grups de rock durant la seva adolescència, sobretot amb el grup Gigolo Brothers, amb el qual actuà al Club Méditerranée. Després es dedicà al teatre, dirigit per Jacqueline Duc, sota la direcció de la qual interpretà algunes obres clàssiques.
El 1991 entrà a Ouï FM, la ràdio rock de París, on conegué Olivier Baroux. Després d'un any, el duo format en antena començà el seu propi programa: Le Rock'n'roll circus, a base d'esquetxos humorístics. Kad creà en solitari el Ziggy Show, una emissora lliure que emetia de nit. Després, ajudat per Jean-Luc Delarue, començà a la televisió amb la sèrie Les 30 dernières minutes.
Entrà com animador a la cadena per cable Comédie! entre el 1999 i el 2001, La Grosse émission. Paral·lelament començà a fer petits papers en el cinema fins a arribar al seu gran paper a Mais qui a tué Pamela Rose?, pel·lícula del 2003 dirigida per Éric Lartigau i coescrita amb Olivier.
Rebé el 2007 el César al millor actor secundari per la seva actuació al llargmetratge Je vais bien, ne t'en fais pas de Philippe Lioret. El 2 de març d'aquell any començà a actuar a televisió amb Les Enfoirés a TF1 i participà en els concerts del 2008, 2009 i 2010.
El 2008 feu el paper de Philippe Abrams a la pel·lícula de gran èxit Benvinguts al nord.

## Filmografia

### Actor

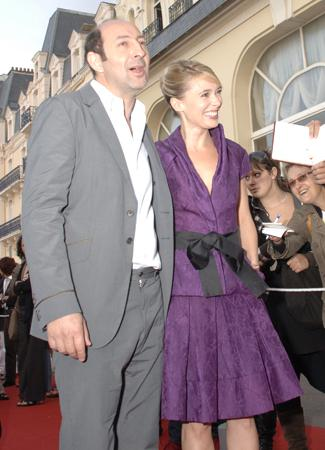
Kad Merad amb Anne Marivin.

- 2001: La Grande Vie ! de Philippe Dajoux: el motorista
- 2001: La Stratégie de l'échec de Dominique Farrugia: M. Golden
- 2003: Bloody Christmas de Michel Leray: l'home
- 2003: Le Pharmacien de garde de Jean Veber: El metge legal
- 2003: La Beuze de François Desagnat i Thomas Sorriaux: El director de Pacific Recordings
- 2003: Mais qui a tué Pamela Rose? d'Eric Lartigau: Richard Bullit
- 2003: Rien que du bonheur de Denis Parent: Pierre
- 2003: Les Clefs de bagnole de Laurent Baffie: un còmic que es nega a actuar amb en Laurent
- 2004: Les Choristes de Christophe Barratier: Chabert
- 2004: Monde extérieur de David Rault: Bertrand
- 2004: Les Dalton contre Lucky Luke de Philippe Haïm: El prisionero mexicano
- 2005: Iznogoud de Patrick Braoudé: El geni Ouzmoutousouloubouloubombê
- 2005: Propriété commune de Michel Leray: Martin
- 2005: Les Oiseaux du ciel d'Éliane de Latour: l'oncle de Tango
- 2006: Un ticket pour l'espace d'Eric Lartigau: Cardoux
- 2006: Je vais bien, ne t'en fais pas de Philippe Lioret: Paul Tellier
- 2006: J'invente rien de Michel Leclerc: Paul Thalman
- 2006: Les Irréductibles de Renaud Bertrand: Gérard Mathieu
- 2006: Essaye-moi de Pierre-François Martin-Laval: Vincent
- 2007: Je crois que je l'aime de Pierre Jolivet: Rachid
- 2007: La Tête de maman de Carine Tardieu: Jacques Charlot
- 2007: Pur week-end d'Olivier Doran: Frédéric Alvaro
- 2007: 3 amis de Michel Boujenah: Baptiste « Titi» Capla
- 2007: Ce soir je dors chez toi d'Olivier Baroux: Jacques
- 2008: Bienvenidos al norte de Dany Boon: Philippe Abrams
- 2008: Modern Love de Stephane Kazandjian: El massatgista de l'Éric
- 2008: Faubourg 36 de Christophe Barratier: Jacky
- 2008: Mes stars et moi de Laetitia Colombani: Robert Pelage
- 2009: Safari, d'Olivier Baroux: Richard Dacier
- 2009: Le petit Nicolas, de Laurent Tirard: El pare de Nicolas
- 2009: R.T.T., de Frédéric Berthe, Arthur
- 2010: L'Immortel de Richard Berry, Tony Zacchia
- 2010: Protéger et Servir d'Eric Lavaine, Michel Boudriau
- 2010: L'Italien de Olivier Baroux
- 2010: Monsieur Papa de Kad Merad
- 2010: La fille du puisatier de Daniel Auteuil
- 2011: Monsieur Papa de Kad Merad: Robert Pique
- 2011: Les Tuche d'Olivier Baroux: l'enverinador
- 2011: La Nouvelle Guerre des boutons de Christophe Barratier: el pare de Lebrac
- 2012: JC... Comme Jésus Christ de Jonathan Zaccaï: l'estrella
- 2012: Superstar de Xavier Giannoli: Martin
- 2012: Mais qui a retué Pamela Rose? d'Olivier Baroux i Kad Merad: Richard Bullit
- 2013: Des gens qui s'embrassent de Danièle Thompson
- 2013: Le grand méchant loup de Bruno Lavaine i Nicolas Charlet

### Curtmetratges
- 1995: Dialogue au sommet (Igor) de Xavier Giannoli
- 1996: Jour de chance au bâtiment C (n.c.) de Lionel Gedèbe
- 1999: Jeu de vilains (M. Tosca) d'Hervé Eparvier
- 2001: Faute de grive (n.c.) de Patrick Bosso
- 2001: Les Tombales (Gustave) de Christophe Barratier
- 2002: Visite guidée (Gérard Lanza) de Caroline Roucoux i Hervé Thébault
- 2002: Bloody Christmas (n.c) de Michel Leray

### Doblador
- 2003: Hermano oso (Brother bear) d'Aaron Blaise i Bob Walker: Truc
- 2006: Happy Feet de George Miller: el pingüí Adélie Ramón.
- 2010: Zoé et le collier du soleil d'Arno

### Guionista
- 2003: Mais qui a tué Pamela Rose? (amb Olivier Baroux i Julien Rappeneau)
- 2006: Un ticket pour l'espace (amb Olivier Baroux i Julien Rappeneau)

## Premis i nominacions
Premis
- 2007: César al millor actor secundari per Je vais bien, ne t'en fais pas